# Station-to-Shuttle Power Transfer System
Lo Station-to-Shuttle Power Transfer System (SSPTS) è un dispositivo che permette ad uno Space Shuttle di utilizzare l'energia dei pannelli solari della Stazione spaziale internazionale mentre si trova attraccato ad essa. Con questo sistema viene ridotto l'uso delle celle a combustibile di bordo dello Shuttle, permettendo così di prolungare la missione di altri quattro giorni.
SSPTS è un aggiornamento dello Shuttle che sostituisce l'Assembly Power Converter Unit (APCU) con un nuovo dispositivo chiamato Power Transfer Unit (PTU). L'APCU è in grado di convertire la tensione del bus primario dello Shuttle a 28 V (DC) a 124 V (DC), valore compatibile con i sistemi a 120 V della stazione spaziale ed era utilizzato nelle prime fasi della costruzione della stazione per aumentare la potenza disponibile del modulo russo Zvezda. Il PTU permette invece di convertire la tensione a 120 V fornita dalla stazione al valore di 28 V utilizzato dallo Shuttle. È possibile trasferire fino a 8 kW di potenza dalla stazione all'Orbiter. Con questo aggiornamento lo Shuttle e la stazione possono condividere le risorse dei sistemi energetici in caso di necessità; anche se non è previsto che la stazione abbia la necessità dell'energia dello Shuttle.
Durante la missione STS-116 il Pressurized Mating Adapter-2 è stato ricablato per permettere l'uso dell'SSPTS. Il primo orbiter ad utilizzare effettivamente questo sistema è stato l'Endeavour durante la missione STS-118. Tutte le missioni successive hanno fatto e faranno uso di questo nuovo sistema energetico. Solo l'Atlantis non è equipaggiato con questo dispositivo.